# Flabellum moseleyi
Flabellum moseleyi är en korallart som beskrevs av Pourtalès 1880. Flabellum moseleyi ingår i släktet Flabellum och familjen Flabellidae. Inga underarter finns listade i Catalogue of Life.